# Kavkaski narodi
Kavkaski narodi.- Velika porodica naroda i njihovih jezika rasprostranjena u području Kavkaza u europskoj Rusiji, Gruziji i Azerbajdžanu, a ima i iseljenih u Tursku i neke države bivšeg SSSR-a. Kavkaski narodi dijele se na dvije velike grane, to su: Sjevernokavkaski narodi iz europske Rusije i Južnokavkaski narodi nastanjeni poglavito u Gruziji.
- A) Južnokavkaskim ili [kartvelskim narodima pripadaju: 
  - 1) Gruzijci ili Kartveli u Gruziji, podijeljeni na više plemena s vlastitim dijalektima: Adžarci (Adžarcy), Džavahijci ili Džavahi, Ferejdanci, Gurijci (Гурийцы, Gurijcy), Imeretinci (Имеретины, Imeretiny), Ingilojci ili Ingilo (Ингилойцы, Ingilojcy), Kahetinci (Кахетинцы, Kahetincy), Kartlijci (Картлийцы Kartlijcy), Hevsuri (Хевсуры, Hevsury), Lečhumci (Лечхумцы, Lečhumcy, Lečhumeli), Meshetinci (Месхетинцы, Meshetincy), Mohevci (Мохевцы, Mohevcy), Pšavi ili Pšaveli (Пшавы, Pšavy), Račvelci (Рачвельцы, Račvelcy), Tušinci ili Tuši (Тушинцы, Tušincy), Imerhevci, Mtiuli.
  - 2) Mingreli ili Megreli koji sebe zovu Margaluri, a žive u Gruziji;
  - 3) Svani iz Gruzije čiji se jezik zove Lushnu, a govore ga i Lakhamul-Židovi;
  - 4) Lazi ili Čani koji govore jezikom Lazuri, također su iz Gruzije.

- B) Sjevernokavkaskim narodima pripadaju dvije porodice Sjeverozapadna ili Abhasko-adigejska i sjeveroistočna ili nahsko-dagestanska:
- 1) sjeverozapadno kavkaski ili Abhasko-adigejski narodi s tri podgrupe: 
  - a) Abhaskom podgrupom koji govore više dijalekata (bzipski /bzip/, abžujski /abzgui/, samurzakanski. Pripadaju im:
    - Abhazi
    - Abazini (Abaza);

  - b) ubiška podgrupa
  - c) Čerkeska podgrupa koja obuhvaća Zapadne Čerkeze ili Adigejce i Istočne Čerkeze ili Kabardince i razna manja plemena plemena: Abadzehi, Bezlenejevci, Bžeduhi, Hatukajevci, Jegerukajevci, Kabardinci, Mamhegi, Natuhajci, Šapsugi, Termigojevci, Ubihi, Žanejevci.

- 2) Nahsko-dagestanski narodi ili Sjeveroistočni kavkaski narodi (čine drugu posebnu sjevernu porodicu). Ona se satoji od dvije glavne grane, to su nahski i dagestanski:
  - Nahski narodi: Čečeni, Inguši, Bacbi ili Baci ili Cova-Tuši, Kisti, Ičkerinci.
  - Dagestanski narodi čine tri posebne podgrupe:
    - Laksko-darginski narodi: Lakci ili Kazikumuhci, Darginci i manja plemena Kubačinci i Kajtaki (Кайтагцы).
    - Avarsko-andodidojski narodi: Tindali, Andinci, Karatinci, Hvaršini,  Didojci, Avarci, Ahvahci, Bagulali, Bežtinci, Botlihi, Godoberinci, Ginuhci, Gunzibci, Čamalali;
    - Lezginski narodi: Aguli (Агулы), Arčinci (Арчинцы), Lezginci (Lezgini; Лезгины), Rutuli ili Rutulci (Рутулы), Cahuri (Цахуры), Tabasarani (Табасараны), Hinalugi (Хиналугцы), Buduhi (Будухи), Udini (Удины) i Krizi (Крызы, Kryzy).

## Vanjske poveznice
- Peoples of the Caucasus
- იბერიულ - კავკასიური ენები - Ibero - Caucasian Languages  Arhivirana inačica izvorne stranice od 13. lipnja 2007. (Wayback Machine)